# Rio Brebina (Bulba)
O Rio Brebina é um rio da Romênia afluente do Rio Bulba, localizado no distrito de Mehedinţi.